# Bunderchrinde
Die Bunderchrinde ist ein 2385 m ü. M. hoher Bergübergang in den Berner Alpen im Schweizer Kanton Bern. Sie verbindet Adelboden im Engstligental mit Kandersteg im Kandertal.

## Lage

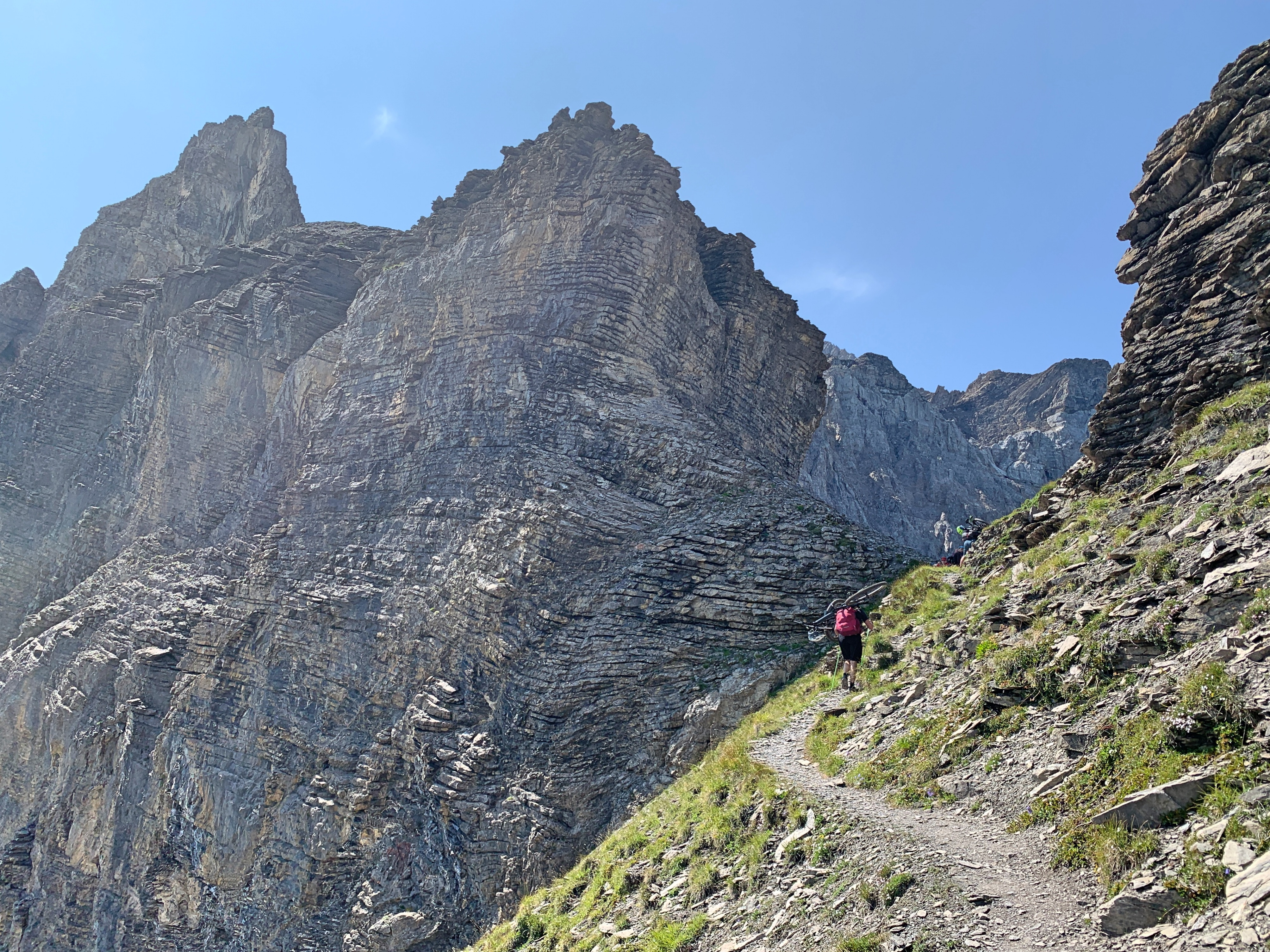
Bunderchrinde, letzte Meter vor der Passhöhe auf der Seite Kandersteg. Die Passhöhe bleibt hinter dem Fels zur Rechten noch verborgen.

Die Bunderchrinde bildet einen Einschnitt zwischen dem Massiv des Lohner im Süden und dem Massiv von Chlyne Lohner und Bunderspitz im Norden. Hier liegt laut Einteilung der SOIUSA auch die Grenze zwischen den Berner Voralpen (im Norden) und den eigentlichen Berner Alpen (im Süden). Die Passhöhe besteht aus einer tiefen Scharte im Felsgrat.

## Wanderrouten

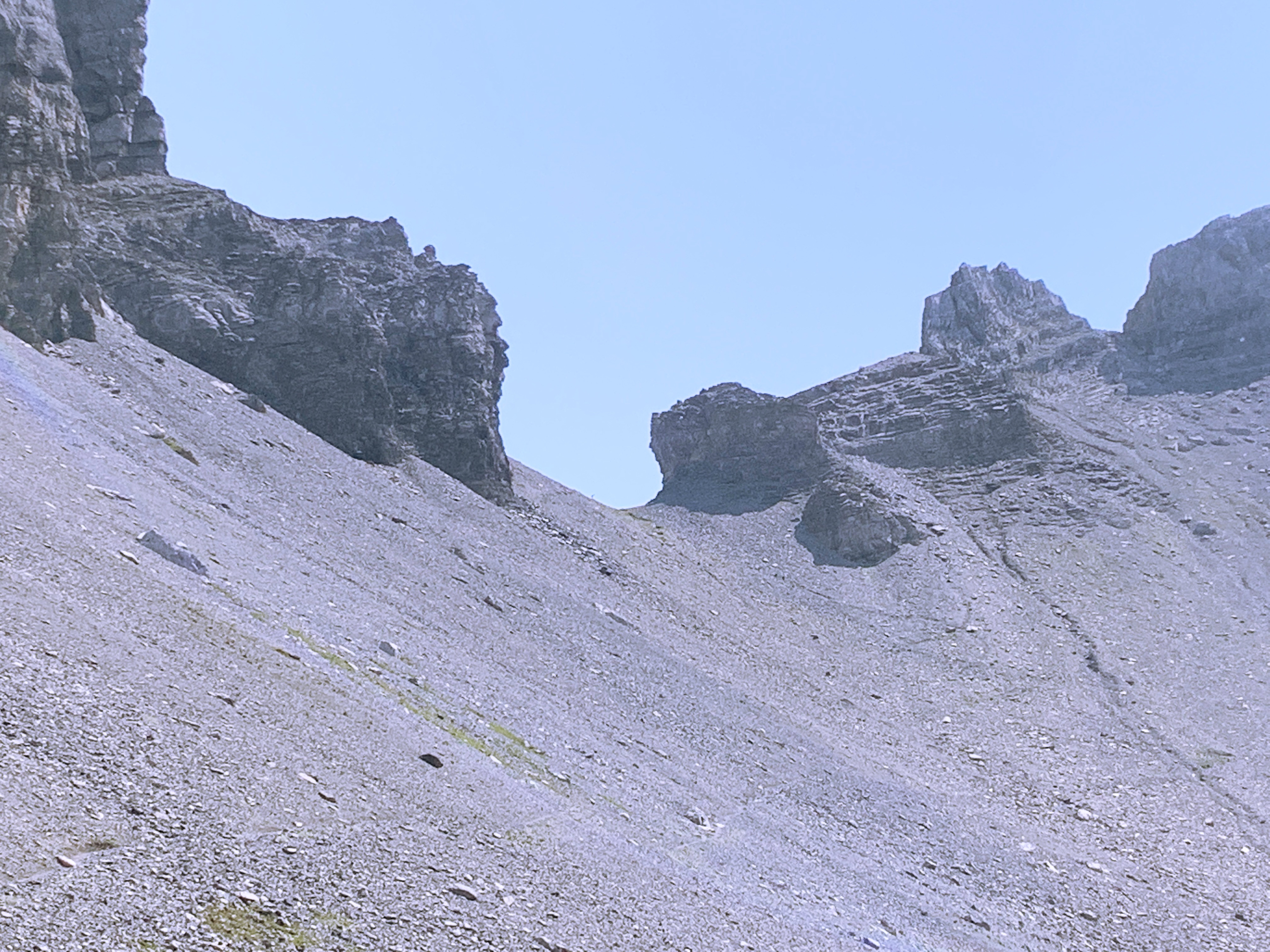
Die Bunderchrinde (Bildmitte), Ansicht von der Adelbodner Seite.

Der Weg über die Bunderchrinde ist Teil der Hinteren Gasse, welche das Berner Oberland durchquert, und der Via Alpina, einem Fernwanderweg durch den ganzen Alpenbogen. Der Aufstieg dauert ca. 3 Stunden von Adelboden oder ca. 4 Stunden von Kandersteg.
In der Nähe der Bunderchrinde verläuft mit dem Golitschepass parallel ein zweiter Übergang, der dieselben Talschaften verbindet.